# Exeter City
Der Exeter City Football Club ist ein 1904 aus der Fusion zweier Vorgängervereine entstandener Fußballverein aus der südwestenglischen Stadt Exeter. Der Club spielte zwischen 1920 und 2003 durchgehend, aber auch weitgehend erfolglos in den unteren beiden Staffeln des englischen Profifußballs der Football League. 2003–2008 spielte der Club in der höchsten Staffel des Non-League-Fußballs, der Football Conference, bevor er zur Saison 2008/09 wieder aufstieg und nun wieder zum englischen Profifußball zählt. Der Club ist wie nahezu alle englischen (Semi-)Profifußballclubs nicht als Verein, sondern Kapitalgesellschaft organisiert, Alleineigentümer der Gesellschaft ist seit dem Abstieg 2003 jedoch ein als Verein organisierter Zusammenschluss von Anhängern des Clubs, der Exeter City Supporters Trust. 1914 war Exeter City der Gegner der brasilianischen Fußballnationalmannschaft in deren historischen ersten offiziellen Spiel.

## Geschichte

### Prä-Football-League (1904–1920)

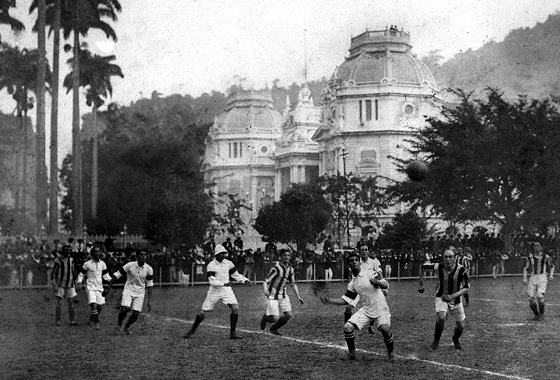
21. Juli 1914: Spiel in Rio gegen Brasilien

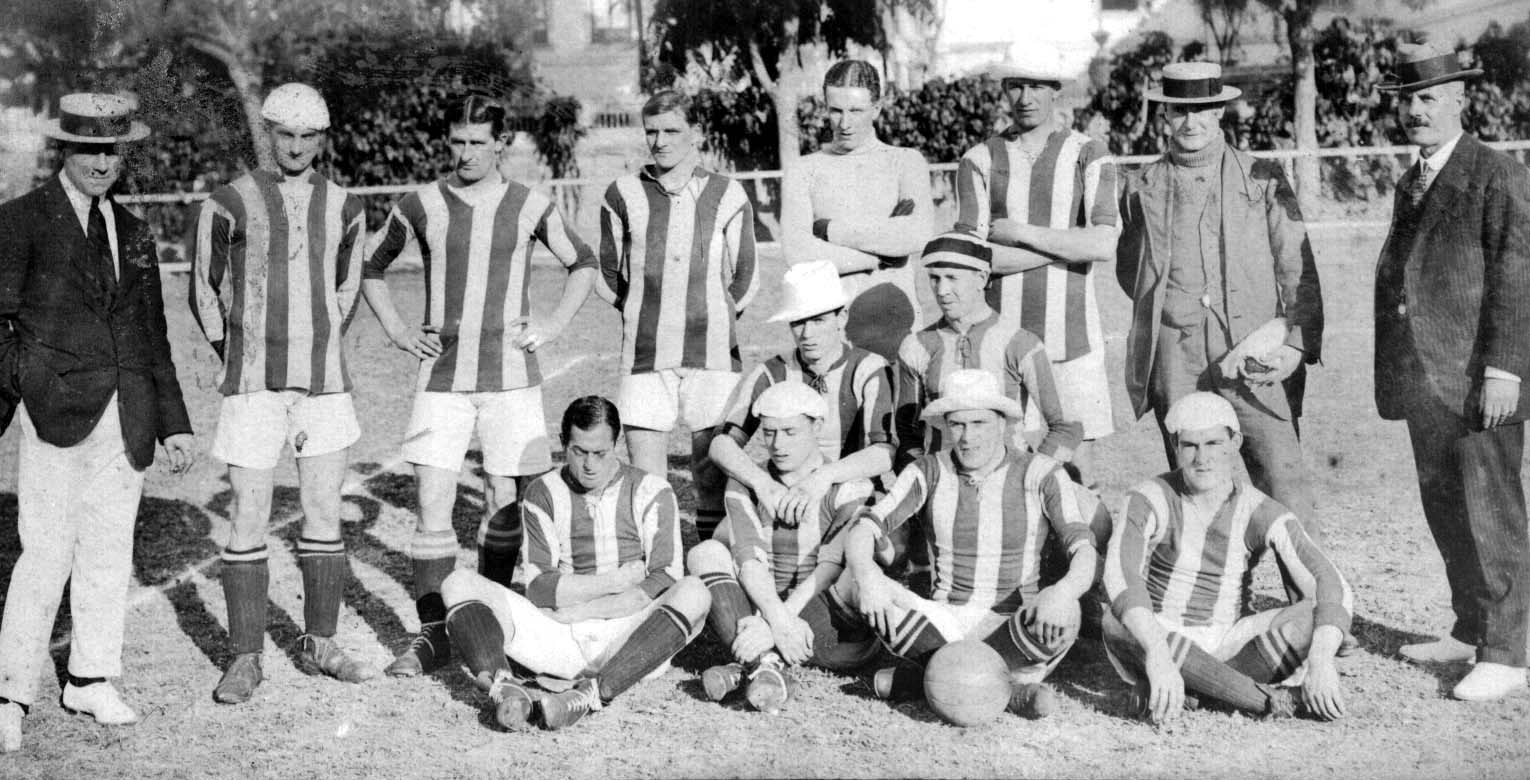
Exeter City, 1914

1904 einigten sich die Clubs Exeter United (gegründet 1890) und St Sidwell’s United nach einem Freundschaftsspiel zu fusionieren und als Exeter City Association Football Club gemeinsam anzutreten. St Sidwell’s United brachte auch den Spitznamen The Grecians mit. Der Name leitet sich vom Spitznamen der Bewohner des Exeter Stadtteils St. Sidwells ab, die seit dem 17. Jahrhundert als Greeks bzw. Grecians bezeichnet wurden.
Der Club spielte von Anfang an im St. James’ Park, den er auch noch heute nutzt. Zu Beginn spielte Exeter City in der East Devon League. 1908 wurde aus dem Verein eine Kapitalgesellschaft und er trat der Southern League bei.
Im Sommer 1914 bereiste Exeter City Südamerika. Zuerst wurden nur acht Spiele in Argentinien abgehalten. Am Ende des erfolgreichen Aufenthalts dort wurden noch zwei Spiele gegen Auswahlmannschaften aus Rio de Janeiro verabredet, da die Einschiffung im dortigen Hafen gebucht war. Diese Spiele waren die ersten eines europäischen Profiteams in Brasilien. Zuerst gewann Exeter City gegen eine Auswahl von in Rio ansässigen Briten mit 3:0, dann gegen eine Stadtauswahl mit 5:3. Am 21. Juli verlor Exeter City gegen die Auswahl des im Vormonat als Federação Brasileira de Sports gegründeten brasilianischen Fußballverbandes im Estádio das Laranjeiras von Rio mit 0:2. Dies war das erste Spiel einer offiziellen brasilianischen Nationalmannschaft. Der historisch bedeutendste Spieler der brasilianischen Mannschaft war Arthur Friedenreich, der als einer der herausragenden Fußballer der Geschichte gilt und in diesem von Exeter rau geführten Spiel zwei Zähne verlor.

### Erste Zeit in der Football League (1920–2003)
1920 wurde der von 1908 bis 1922 von Arthur Chadwick trainierte Exeter City FC – wie fast die gesamte erste Staffel der Southern League von der Football League – eingeladen, der neuen dritten Spielklasse der Football League beizutreten. Um den Erwerb des St.-James-Platzes – noch heute Heimstätte des Vereins – zu ermöglichen wurde der spätere Nationaltorwart Richard „Dick“ Pym zur Saison 1921/22 für die seinerzeitige Weltrekordablösesumme von 5000 Pfund an Bolton Wanderers FC verkauft, wo er große Erfolge feiern sollte.
Das erste Spiel in der Football League bestritt Exeter am 28. August 1920 zu Hause gegen den FC Brentford. Für die nächsten 45 Jahre spielte der Club, mit einer Unterbrechung des Spielbetriebes während des Zweiten Weltkrieges 1939–1945 – stets in der jeweils untersten Stufe der Football League, einzige nennenswerte Erfolge waren das Erreichen des Viertelfinales des FA Cups im Jahr 1933, sowie die Vizemeisterschaft der Football League Third Division South zwei Jahre später, in der Regel spielte der Club jedoch im unteren Mittelfeld der Ligen.
Erst 1963 gelang als mit dem vierten Platz in der Football League Fourth Division der erste Aufstieg der Clubgeschichte, allerdings dauerte das Gastspiel in der Football League Third Division nur zwei Jahre, bis man wieder abstieg.
Ende der 70er Jahre brach dann die erfolgreichste Zeit des Clubs an: 1977 stieg man als Vizemeister der vierten Liga auf und konnte diesmal die Dritte Klasse für sieben Jahre halten und dabei nicht nur zweimal einstellige Tabellenplätze am Saisonende erreichen, sondern stand 1981 erneut im Viertelfinale des FA Cups.
1990 gelang als Viertligameister der erneute Aufstieg, doch kämpfte man diesmal durchgängig mit dem Abstieg, die finanziellen Belastungen in der dritten Liga erwiesen sich als zu groß, so dass unmittelbar nach dem Wiederabstieg 1994 der Club unter Zwangsverwaltung gestellt wurde und nur durch den Verkauf des bis dahin vereinseigenen Stadions konnte der Konkurs verhindert werden, doch plante der Käufer das Gelände als Bauland zu entwickeln. Nur der Ankauf des Stadions durch die Stadt Exeter konnte den Spielbetrieb sichern.
2003 stieg der Club als Vorletzter der Third Division nach 83 Jahren aus dem System der Football League ab und musste in den Bereich des Non-League football wechseln.

### Non-League-Football von 2003 bis 2008 und Wiederaufstieg

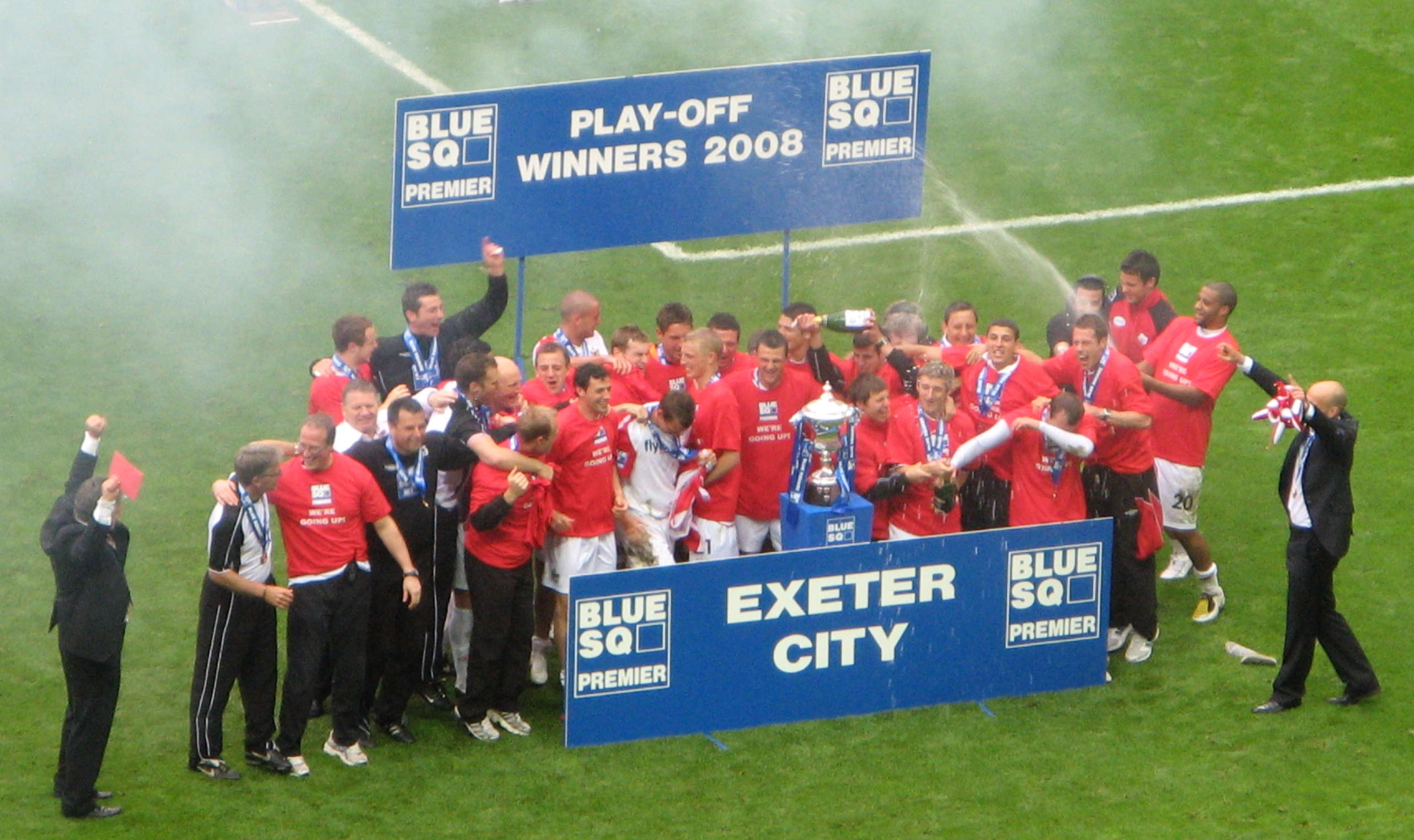
Aufstiegsfeier 2008

Am Ende der Abstiegssaison wurde der Vorstand des Clubs, der seit dem Mai 2002 amtierte, wegen des Vorwurfes des Betruges und der Unterschlagung sowie der Falschaussage und Falschbeurkundung verhaftet und 2007 auch verurteilt. Es zeigte sich, dass der Club mit mehr als 3,5 Millionen Pfund vollkommen überschuldet war und konnte nur durch die Übernahme durch den Exeter City Supporters Trust, sowie eine Umschuldung, bei der die Gläubiger gegen Zahlung von 10 % auf die restlichen Verbindlichkeiten verzichteten, vor dem Bankrott gerettet werden.
Sportlich lief es nach dem Abstieg besser, 2004 und 2005 scheiterte man knapp an der Teilnahme an den Aufstiegsplayoffs. 2005 machte der Club dafür im FA Cup auf sich aufmerksam, als man in der dritten Runde auswärts auf Manchester United traf und im Old Trafford ein Unentschieden erringen konnte, jedoch das Wiederholungsspiel zuhause mit 0:2 verlor.
In der Saison 2006/07 scheiterte die Mannschaft in den Play-offs um den Aufstieg erst im Endspiel im Wembley-Stadion vor über 40.000 Zuschauern gegen den FC Morecambe. In der Spielzeit 2007/08 belegte Exeter den 4. Rang in der Conference National und qualifizierte sich für die Playoff-Spiele um den Aufstieg in die Football League Two. In den Halbfinals besiegte das Team Torquay United, das Finalspiel am 18. Mai 2008 gegen Cambridge United im Wembley Stadium vor 42.511 Zuschauern endete mit einem 1:0-Sieg für Exeter City. Den entscheidenden Treffer erzielte der Abwehrspieler Robert Edwards.
Die Saison 2008/09 endete unerwartet erfolgreich für den Verein und Exeter City erreichte mit 79 Punkten den zweiten Aufstieg in Folge. Im April 2012 stieg Exeter City erneut aus der Football League One ab und spielt seither in der viertklassigen Football League Two.
Größeres internationales Interesse insbesondere im deutschsprachigen Raum erreichten die „Grecians“ zuletzt nach dem Einzug in die dritte Runde des FA Cup 2015/16, was den größten Pokalerfolg des Viertligisten seit elf Jahren markierte. Nach Siegen über den achtklassigen Verein Didcot Town und den Drittligaclub Port Vale wurde Exeter City dem von Jürgen Klopp trainierten Premier-League-Verein FC Liverpool zugelost. Im St James Park trennten sich die Mannschaften mit einem 2:2-Unentschieden, was in der Presse als „Blamage“ für Liverpool aufgenommen wurde. Das Wiederholungsspiel im Anfield gewann der FC Liverpool wenige Tage später mit 3:0, sodass Exeter aus dem FA Cup ausschied.

## Trainer
Die längste Amtszeit aller Trainer des Vereins kann Arthur Chadwick mit über 14 Jahren vorweisen, gefolgt von Paul Tisdale, der Exeter City 12 Jahre von Juni 2006 bis Mai 2018 betreute.
| Name            | Zeitraum     | Zeitraum      |
| --------------- | ------------ | ------------- |
| Arthur Chadwick | 1. Apr. 1908 | 31. Dez. 1922 |
| Fred Mavin      | 1. Jan. 1923 | 1. Nov. 1927  |
| David Wilson    | 1. März 1928 | 1. Feb. 1929  |
| Billy McDevitt  | 1. Feb. 1929 | 30. Sep. 1935 |
| Jack English    | 1. Okt. 1935 | 31. Mai 1939  |
| George Roughton | 1. Aug. 1945 | 1. März 1952  |
| Norman Kirkman  | 4. März 1953 | 12. März 1953 |
| Tim Ward        | 8. März 1952 | 1. März 1953  |
| Norman Dodgin   | 31. Mai 1953 | 30. Apr. 1957 |
| Bill Thompson   | 1. Mai 1957  | 1. Jan. 1958  |
| Frank Broome    | 1. Jan. 1958 | 31. Mai 1960  |
| Glen Wilson     | 1. Juni 1960 | 30. Apr. 1962 |
| Cyril Spiers    | 1. Mai 1962  | 1. Feb. 1963  |
| Jack Edwards    | 1. Feb. 1963 | 31. Jan. 1965 |
| Ellis Stuttard  | 1. Feb. 1965 | 1. Juni 1966  |
| Jack Basford    | 1. Juni 1966 | 30. Apr. 1967 |
| Frank Broome    | 1. Mai 1967  | 1. Feb. 1969  |
| Johnny Newman   | 1. Apr. 1969 | 21. Dez. 1976 |
| Bobby Saxton    | 1. Jan. 1977 | 5. Jan. 1979  |
| Brian Godfrey   | 1. Jan. 1979 | 1. Juni 1983  |

| Name                                           | Zeitraum      | Zeitraum      |
| ---------------------------------------------- | ------------- | ------------- |
| Gerry Francis                                  | 20. Juli 1983 | 14. Mai 1984  |
| Jim Iley                                       | 7. Juni 1984  | 30. Apr. 1985 |
| Colin Appleton                                 | 1. Mai 1985   | 11. Dez. 1987 |
| John Delve                                     | 11. Dez. 1987 | 8. Mai 1988   |
| Terry Cooper                                   | 9. Mai 1988   | 1. Aug. 1991  |
| Alan Ball                                      | 6. Aug. 1991  | 20. Jan. 1994 |
| Terry Cooper                                   | 24. Jan. 1994 | 31. Juli 1995 |
| Peter Fox                                      | 1. Aug. 1995  | 9. Jan. 2000  |
| Noel Blake                                     | 10. Jan. 2000 | 24. Sep. 2001 |
| John Cornforth                                 | 24. Sep. 2001 | 6. Okt. 2002  |
| Eamonn Dolan                                   | 6. Okt. 2002  | 17. Okt. 2002 |
| Neil McNab                                     | 17. Okt. 2002 | 25. Feb. 2003 |
| Gary Peters                                    | 25. Feb. 2003 | 24. Mai 2003  |
| Eamonn Dolan (interim)                         | 9. Juni 2004  | 7. Okt. 2004  |
| Scott Hiley (interim) Steve Perryman (interim) | 7. Okt. 2004  | 18. Okt. 2004 |
| Alex Inglethorpe                               | 18. Okt. 2004 | 25. Juni 2006 |
| Paul Tisdale                                   | 26. Juni 2006 | 1. Juni 2018  |
| Matt Taylor                                    | 1. Juni 2018  | 3. Okt. 2022  |
| Gary Caldwell                                  | 24. Okt. 2022 |               |

## Stadion
Der Club spielt seit seiner Gründung im St. James’ Park, einer ehemaligen Schweinefarm, der heute eine Kapazität von 8.830 Zuschauern aufweist, der Zuschauerrekord liegt jedoch bei 20.984, die das Wiederholungsspiel im FA-Cup-Viertelfinale 1931 gegen den FC Sunderland sahen.

## Berühmte Fans
Exeter City hat einige berühmte Fans, darunter den Sänger der Gruppe Coldplay, Chris Martin, außerdem noch Mark Nicol und Noel Edmonds. Sängerin Joss Stone ist Mitglied im Verein. Der wohl berühmteste Fan von Exeter City war Michael Jackson. Uri Geller, ebenfalls Fan und ein Freund von Jackson, erzählte dazu: „Als ich Michael gefragt habe, was er über Fußball wisse, antwortete er ‚Absolut nichts, aber ich liebe Exeter City.‘“ 2002 wurde Michael Jackson zum Ehrendirektor ernannt.